# 389 pr. n. št.
Stoletja: 5. stoletje pr. n. št. - 4. stoletje pr. n. št. - 3. stoletje pr. n. št.
Desetletja: 430. pr. n. št. 420. pr. n. št. 410. pr. n. št. 400. pr. n. št. 390. pr. n. št. - 380. pr. n. št. - 370. pr. n. št. 360. pr. n. št. 350. pr. n. št. 340. pr. n. št. 330. pr. n. št.
Leta: 394 pr. n. št. 393 pr. n. št. 392 pr. n. št. 391 pr. n. št. 390 pr. n. št. - 389 pr. n. št. - 388 pr. n. št. 387 pr. n. št. 386 pr. n. št. 385 pr. n. št. 384 pr. n. št.